# Orzeszków-Kolonia
Orzeszków-Kolonia (prononciation [ɔˈʐɛʂkuf kɔˈlɔɲa]) est un village de la gmina d'Uniejów, du powiat de Poddębice, dans la voïvodie de Łódź, situé dans le centre de la Pologne.
Il se situe à environ 4 kilomètres au nord d'Uniejów (siège de la gmina), 17 kilomètres au nord-ouest de Poddębice (siège du powiat) et 53 kilomètres au nord-ouest de Łódź (capitale de la voïvodie).
Sa population s'élevait approximativement à 135 habitants en 2006.

## Administration
De 1975 à 1998, le village était attaché administrativement à l'ancienne voïvodie de Konin.

Depuis 1999, il fait partie de la nouvelle voïvodie de Łódź.